# Markéta Mazourová
Markéta Mazourová je hráčka na bicí nástroje, skladatelka, aranžérka, textařka a zpěvačka. V poslední době se věnuje zejména koncertní činnosti. Její repertoár zahrnuje širokou škálu aktivit od sólových koncertů po účinkování v souborech různých hudebních žánrů a zaměření. Spolupracuje mimo jiné s Hudebním divadlem Karlín (Noc na Karlštejně, Mam'zelle Nitouche), Studiem DVA (Evita, Šíleně smutná princezna - od listopadu 2016), Divadlem J. K. Tyla v Plzni (Sluha).

## Vzdělání
Po dokončení studií na Akademickém gymnáziu v Praze pokračovala ve studiu na Státní konzervatoři, kde absolvovala v oborech Klavír, Skladba populární hudby (u profesorů Angela Michajlova a Petra Maláska) a Bicí nástroje. V letech 2000 – 2010 se věnovala studiu bicích nástrojů na pražské HAMU, kterou absolvovala v magisterském i doktorandském programu.

## Bicí nástroje
V rámci studií absolvovala workshopy u těchto profesorů: Marina Čeremuchyna (Ukrajina), Kevin Bobo (USA) , Rune Martinsen (Norsko), Hans Treselt (Německo), David Friedmann (Německo). V současné době hraje Markéta Mazourová na velké množství velkých bicích nástrojů (včetně soupravy bicích nástrojů), ale také na desítky drobných perkusních nástrojů.

### Bicí nástroje
- marimba Kolberg
- xylofon Kolberg
- vibrafon Adams
- tyčové zvony Yamaha
- woodblocky Kolberg
- templeblocky Ludwig
- conga AA Meinl
- bonga LP
- djembe AA Meinl
- log drum Kolberg
- woodpecker
- sada kravských zvonců – oktáva – chromatika
- sun drum
- souprava bicích nástrojů Sonnor Prolite
- elektrická bicí souprava
- činely Zildjian
- Tamtam KSolberg
- Tom-tomy
- malý buben podpisová řada Tico Torres
- moog – teremin
- cajón AA Mein

### Perkusní nástroje
Markéta Mazourová hraje na desítky drobných perkusních nástrojů, mezi které patří mj. tamburína, triangl, guiro, shakery, rolničky, wind-chimes, wood-chimes, shell-chimes, cabasa, vibraslap, kalimby, fanfrnoch, maracas, prstové činelky, kastaněty, africké kaštany.

### Orchestrální praxe
- Symfonický orchestr hl. města Praha FOK
- Pražská komorní filharmonie
- Pardubická komorní filharmonie
- Plzeňská filharmonie
- Komorní orchestr Berg
- Komorní orchestr Dvořákova kraje
- Agon
- Saxofonový kvartet Bohemia
- Trio PopClassic
- Virtuosi di Tuba
- Duo Sfynxs
- New Orchestra of Dreams
- Two Voices
- Trio Onyx
- Duo Con Tempo
- Sandonorico

## Skladba
Markéta Mazourová vystudovala obor Skladba populární hudby na Státní konzervatoři v Praze. Její skladby a písně byly hrány na mezinárodních festivalech mj. v Egyptě, Rumunsku, Maltě, USA, Bulharsku, Německu, Rakousku a Švýcarsku. Mezi interprety, kteří nahráli nebo nazpívali její písně, patří například Monika Absolonová, Pavel Vítek, Gabriela Partyšová, Alice Konečná, Klára Kolomazníková nebo Roman Roy.

### Vlastní tvorba
Markéta Mazourová skládá sólové i komorní skladby pro bicí nástroje, melodramy, skladby pro smyčcová kvarteta, ale také sólové skladby pro dechové i strunné nástroje. 

#### Scénická hudba pro televizi
- Bojová umění - seriál (pro ČT)
- Diagnóza - dokument o Bulharsku (pro ČT)
- O Horních Počernicích - dokument (pro francouzskou televizi FT1)

#### Scénická hudba pro rozhlas
- Román pro muže (pro Český rozhlas)
- Mezi trůnem a oltářem (pro Český rozhlas)

#### Hudba ke čteným knihám
- Plachý milionář přichází
- Vraždy podle abecedy
- Schůzka se smrtí
- Vražda D. Rogerse

#### Další tvorba
Dále vytvořila hudební pohádky, balety a hudební inscenace pro divadlo DISK, Divadlo Ponec a další subjekty a soubory. Jednalo se např. o Lidské smysly (2007-2009), Rue des femmes (2009), Píseň lásky (2008-2011).

##### Tvorba pro DISK
- Jakub a jeho pán

- Hilda
- Don Quijote

##### Hry se zpěvy a melodramy na základě textůJarmily H. Čermákové
- Rozhovor o něm
- Slabá chvíle
- Zazděná
- Plnoštíhlá píseň
- Meluzín

##### Dětský divadelní spolek Počerníčci
- Robin Hood
- Na smetišti
- Čarodějný bál
- Petr Pan
- Koralína (2012)

## Projekty a aktivity
Záběr aktivit a projektů Markéty Mazourové je velmi široký, zahrnuje hudební projekty autorské i interpretační, divadelní projekty (včetně práce na scénářích), projekty a programy pro děti, koncerty sólové i komorní s přesahem prakticky do všech uměleckých žánrů a kategorií.
- Svět bicích nástrojů - sólový koncert, který si klade za cíl představit rozsáhlou rodinu bicích nástrojů ve skladbách současných autorů
- Trio Esprit - vystupuje mj. v komponovaných pořadech jako Mamma Mia a Edith Piaf - Mon Amour
- 3VOX - acapella koncert složený ze spirituálů, gospelů a tradicionálů
- Trio Keys - trio hrající klasické skladby v moderním aranžmá; nástrojové obsazení: akordeon, baskytara/klávesy, souprava bicích nástrojů/vibrafon/zpěv
- Prague Dolls - dívčí kvintet kombinující vážnou i nevážnou hudbu
- Duo Bells - v duu s Žofií Vokálkovou hraje Markéta Mazourová skladby od baroka až po současnost
- Duo Contempo - v duu s Lenkou Kozderkovou hraje Markéta Mazourová skladby renomovaných skladatelů i vlastní autorská díla
- Ragtime's girls - program sestavený ze skladeb Scotta Joplina, George Gershwina a Parova Stelara
- Karel IV. a jeho ženy - divadelní pořad pro děti s autorskými písněmi
- The Beat less - komorní uskupení složené ze smyčcových a bicích nástrojů; dirigent: Jiří Petrdlík
- Trio Chameleon - dívčí trio hrající nejznámější skladby deseti staletí na dechové, bicí a klávesové nástroje
- BIGDOG - rock/metalová kapela z východních Čech

## Ocenění
Markéta Mazourová je držitelkou mnoha ocenění na tuzemských i mezinárodních soutěžích, a to jak za svou skladatelskou tvorbu, tak za interpretaci skladeb na bicí nástroje.

### Ocenění za interpretaci na bicí nástroje
- Soutěž YMFE (Yamaha Music Foundation of Europe)  - 1. místo (2001)
- Soutěž konzervatoří České a Slovenské republiky - 2. místo (2000)

### Ocenění za skladatelskou tvorbu

#### Mezinárodní soutěže
Song Expo Benelux International Song And Culture Festival:
- 1. místo pro Českou republiku (2000)
- 1. místo pro Českou republiku (2002)
- 1. místo pro Českou republiku (2004)

XI. mezinárodní POPFEST Bulharsko:
- 3. místo (2003)

#### Tuzemské soutěže
Evropská databanka Zlíntalent:
- 2001 - 2. a 3. místo
- 2003 - 1. místo
- 2004 - Cena diváků

Dětská nota Mladá Boleslav:
- 2000 - 3. místo
- 2001 - Cena diváků
- 2004 - 2. místo
- 2005 - 1. a 2. místo a Cena diváků
- 2006 - 1. místo a Cena diváků
- 2007 - 3. místo
- 2008 - finále
- 2014 - finále